# Grazia Bozzo
Maria Grazia Felicina Bozzo (Sestri Ponente, 23 gennaio 1936) è un'ex ginnasta italiana.

## Biografia
Nata a Sestri Ponente, nel comune di Genova, nel 1936, tesserata per l'U.S. Sestri Ponente 1897, a 16 anni ha partecipato ai Giochi olimpici di Helsinki 1952, in tutte e sette le gare, chiudendo sesta nel concorso a squadre con 494,74 punti, 10ª negli attrezzi a squadre con 68,20, 42ª nel concorso individuale con 70,77, 44ª al corpo libero con 17,76, 46ª alle parallele asimmetriche con 17,63, 60ª alla trave con 17,29 e 43ª nel volteggio con 18,09.